# Campylopus sphagnicola
Campylopus sphagnicola är en bladmossart som beskrevs av Theodor Carl Karl Julius Herzog 1925. Campylopus sphagnicola ingår i släktet nervmossor, och familjen Dicranaceae. Inga underarter finns listade i Catalogue of Life.